# Вудрафф (Аризона)
Вудрафф (англ. Woodruff) — переписна місцевість (CDP) і невключена територія в США, в окрузі Навахо штату Аризона. Населення — 154 особи (2020).

## Географія
Вудрафф розташований за координатами 34°47′0″ пн. ш. 110°2′16″ зх. д. / 34.78333° пн. ш. 110.03778° зх. д. (34.783195, -110.037870).  За даними Бюро перепису населення США в 2010 році переписна місцевість мала площу 14,98 км², з яких 14,94 км² — суходіл та 0,04 км² — водойми.

## Демографія
Згідно з переписом 2010 року, у переписній місцевості мешкала 191 особа в 65 домогосподарствах у складі 49 родин. Густота населення становила 13 особи/км².  Було 85 помешкань (6/км²).
Расовий склад населення:
| - 95,8 % — білих - 0,5 % — азіатів - 2,1 % — осіб інших рас |

До двох чи більше рас належало 1,6 %. Частка іспаномовних становила 5,8 % від усіх жителів.
За віковим діапазоном населення розподілялося таким чином: 32,5 % — особи молодші 18 років, 43,4 % — особи у віці 18—64 років, 24,1 % — особи у віці 65 років та старші. Медіана віку мешканця становила 38,1 року. На 100 осіб жіночої статі у переписній місцевості припадало 91,0 чоловіків;  на 100 жінок у віці від 18 років та старших — 98,5 чоловіків також старших 18 років.
Цивільне працевлаштоване населення становило 99 осіб. Основні галузі зайнятості: будівництво — 68,7 %, публічна адміністрація — 31,3 %.